# Giulio Goldoni
Giulio Goldoni (Venezia, 1683 – Bagnacavallo, 21 gennaio 1731) è stato un medico italiano, padre del celebre commediografo Carlo Goldoni.

## Biografia

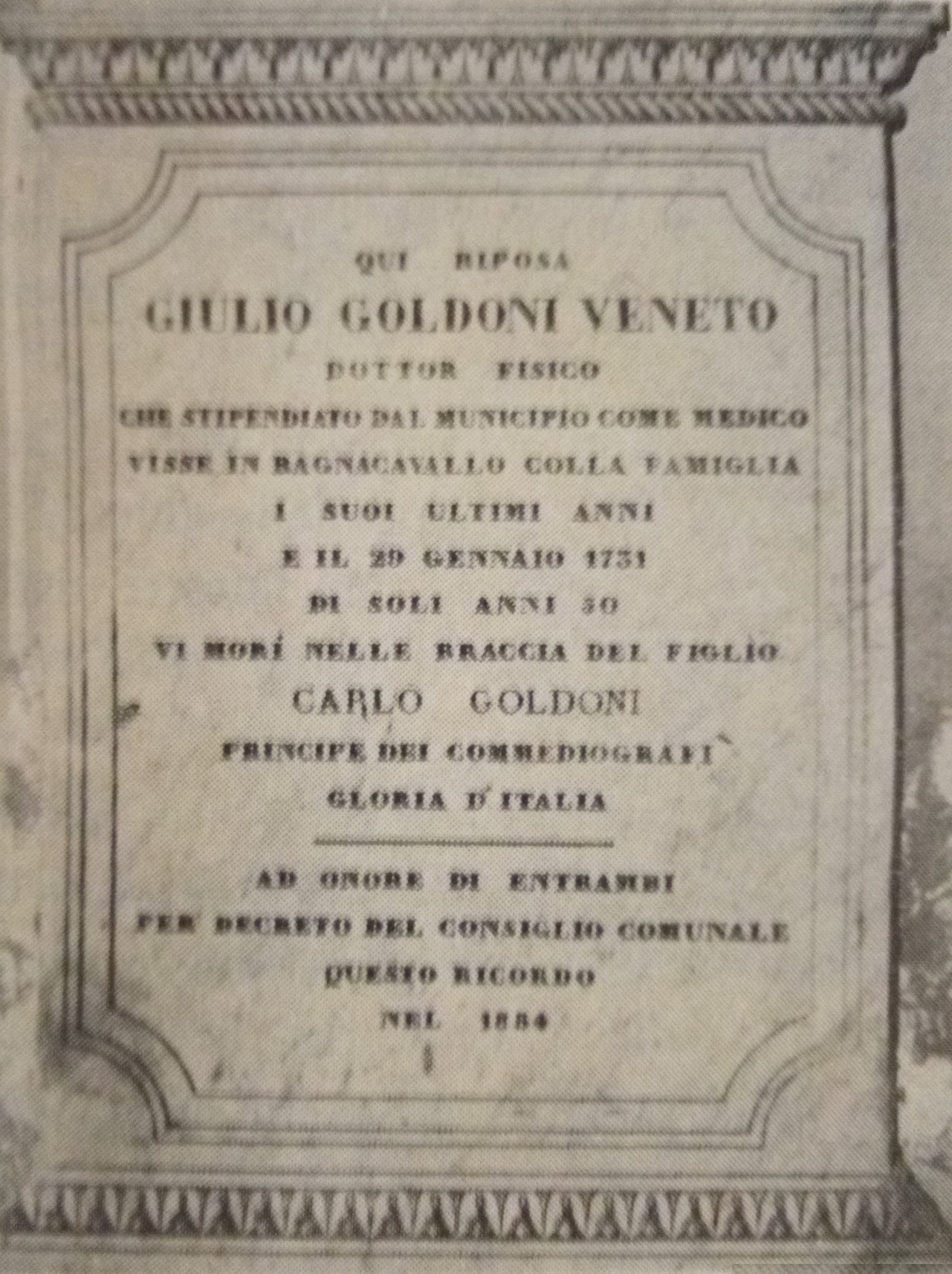
Lapide tombale posta nella Chiesa di S. Girolamo a Bagnacavallo, dove Giulio Goldoni è sepolto.

Nacque dal modenese Carlo Alessandro e dalla padovana Caterina Pasini.
Il padre era notaio presso i Cinque savi alla mercanzia, incarico che gli assicurava consistenti entrate. Giulio visse quindi una fanciullezza agiata, trascorsa tra Venezia e una villa di Roncade che la famiglia aveva in affitto da Carlo II Cybo-Malaspina. Ma la morte del genitore, nel 1703, compromise gravemente il patrimonio dei Goldoni: dopo aver inutilmente tentato di subentrargli nell'ufficio dei Cinque savi, trascorse un periodo in povertà assieme alla moglie Margherita Salvioni (o Saioni, sposata nel 1703) e la cognata Maria. La coppia ebbe sei figli, dei quali quattro morirono in tenera età; solo Carlo e Giovanni Paolo gli sopravvissero.
La difficile situazione, aggravata dalle liti con la moglie e la cognata, spinsero il Goldoni a trasferirsi a Roma dove iniziò ad apprendere l'arte medica. Al termine degli studi, non si iscrisse al Collegio medico dell'Urbe: il 12 novembre 1716 lo si ritrova nella corporazione dei medici e speziali di Firenze come venditore di balsami e unguenti; nel 1718 passò a Perugia dove esercitò la professione con successo e dove riunì tutta la famiglia, che nel frattempo era rimasta a Venezia.
Alcuni anni più tardi tornò in patria, a Chioggia, e vi continuò l'attività. Ma ragioni lavorative lo portarono poi a Modena (dove ebbe modo di occuparsi del patrimonio paterno), Udine, Gorizia, Pavia e nuovamente a Chioggia. Nel 1729 si stabilì a Bagnacavallo, nel Ravennate, dove divenne medico condotto aggiunto. Lo seguirono poco dopo anche la moglie e il figlio Carlo.
Morì nel 1731 in seguito a breve malattia e fu sepolto nella chiesa di San Girolamo di Bagnacavallo.

## Rapporti con il figlio
Giulio Goldoni è una figura fondamentale nella vita di Carlo, con il quale ebbe un rapporto di sincero affetto familiare, inframmezzato tuttavia dai conflitti attorno alle aspettative del genitore che il primogenito non condivideva.
Appassionato anch'egli di lettere e recitazione (il padre aveva allestito nella villa di Roncade un teatro privato), aveva costruito nella casa di Venezia un teatrino di burattini che Carlo ricordò come il suo primo approccio al mondo del teatro. Coltivò la formazione culturale del figlio in vario modo (nel 1726, ad esempio, finanziò la pubblicazione di trentotto suoi sonetti a tema sacro), ma sperò che, come lui, studiasse medicina. Dopo gli scarsi risultati in questo senso, riuscì, mediante la raccomandazione del marchese Pietro Goldoni Vidoni, a farlo entrare nel celebre collegio Ghisleri di Pavia perché apprendesse il diritto. Solo dopo diversi anni abbandonò i suoi progetti per Carlo.
Secondo alcuni, avrebbe ispirato i personaggi del dottor Onesti e del Medico olandese ne La finta ammalata. È interessante notare come nella commedia goldoniana è del tutto assente la satira della medicina, topos invero assai diffuso nel teatro del tempo.